# ΜTorrent
Het programma μTorrent (zie uitspraak) is een gratis BitTorrentclient geschreven in C++ en is beschikbaar voor Windows, Mac en Linux. μTorrent viel in de eerste versies vooral op door zijn in verhouding geringe gebruik van het geheugen en de processor, terwijl het toch functionaliteit biedt die vergelijkbaar is met andere bekende clients zoals Vuze en Bitcomet. Ook de bestandsgrootte van het installatieprogramma is erg klein (minder dan een megabyte).

## Opties
Het programma biedt de gebruiker gedetailleerde opties, informatie en configuratiemogelijkheden. Tijdens het downloaden van een torrent kan men onder andere de volgende informatie zien:
- Welke bestanden reeds zijn gedownload,
- Welk percentage van elk bestand en/of stukje nog samenvoeging vereist en de beschikbaarheid van dat bestand,
- Van wie men downloadt, hun download- en uploadsnelheden, hun IP-adres, hun poort en hun client,
- Download- en uploadsnelheid, resterende tijd, bestandskeuze en trackerinformatie.

µTorrent is te downloaden als een los gecomprimeerd programma-bestand en behoeft geen installatie. Bij het opstarten van het programma wordt wel aangeboden het programma te installeren door zichzelf te verplaatsen naar de programmabestandenmap en door startmenu-knoppen en een de-installatieregel aan te maken.
| Versie  | Build | Datum      | Grootte |
| ------- | ----- | ---------- | ------- |
| 1.0     |       |            | 77 KiB  |
| 1.1.7.2 | 293   | 2005-10-22 | 98 KiB  |
| 1.2.2   | 345   | 2005-11-25 | 107 KiB |
| 1.3     | 364   | 2005-12-10 | 115 KiB |
| 1.4     | 402   | 2006-01-11 | 130 KiB |
| 1.5     | 437   | 2006-03-08 | 155 KiB |
| 1.6.1   | 490   | 2007-02-15 | 173 KiB |
| 1.7.5   | 4602  | 2007-09-11 | 214 KiB |
| 1.7.6   | 7859  | 2008-01-15 | 214 KiB |
| 1.7.7   | 8179  | 2008-01-25 | 214 KiB |
| 1.8     | 11813 | 2008-08-13 | 260 KiB |
| 1.8.1   | 12616 | 2008-10-07 | 263 KiB |
| 1.8.2   | 15227 | 2009-04-23 | 266 KiB |
| 1.8.3   | 15772 | 2009-07-03 | 281 KiB |
| 1.8.4   | 16442 | 2009-09-10 | 282 KiB |
| 2.0     | 17920 | 2010-01-20 | 312 KiB |
| 3.0     | 25683 | 2011-09-21 | 627 KiB |

De installatiegrootte blijft klein doordat het standaard programmabibliotheken vervangt met eigen programmatuur en omdat het bestand gecomprimeerd wordt.

## Functies
- Het programma beschikt over een Nederlandstalige gebruikersinterface. Ook andere talen worden ondersteund.
- IPv6- en Teredo-ondersteuning
- uTP, μTorrent's eigen P2P-protocol gebaseerd op UDP.
- RSS-ondersteuning om automatisch torrents te vinden en te starten aan de hand van een filter.
- UPnP-poorttoewijzing ondersteuning in alle Windows versies om automatisch Routers te configureren voor optimaal BitTorrent verkeer.
- Protocolversleuteling om bepaalde vormen van snelheidsbeperkingen die door internetproviders worden toegepast te omzeilen.
- Ondersteuning voor peer uitwisseling (PEX) om meer peers te vinden voor bepaalde torrents.
- DHT om zonder tracker toch nog peers te kunnen vinden voor bepaalde torrents.
- Proxyserver-ondersteuning.
- HTTPS-tracker ondersteuning.
- Een verkeersplanner om het gebruik van de internetverbinding van uur tot uur te beheren.
- Zoekfunctie voor het vinden van torrents op bekende websites.
- Ingebouwde simpele tracker.
- Beheer op afstand door middel van een webinterface genaamd webui.

De gratis versie bevat reclame, die tot versie 3.4.2 kon uitgeschakeld worden. Deze instelling is echter verwijderd uit versie 3.4.2, waardoor reclame nu niet meer optioneel is.

## uTorrent Plus
µTorrent Plus is een premiumversie van µTorrent en kost 25 dollar per jaar. Momenteel heeft µTorrent Plus volgende bijkomende functies:
- Downloaden via een webinterface op afstand: hiermee kunnen reeds voltooide downloads gedownload worden op een andere computer.
- Scannen van torrents op virussen
- Video's bekijken in HD
- Omzetten van audio- en videobestanden

## Ontwikkeling
Omdat Serge Paquet ontevreden was over grote en lompe programma's (ook wel Bloatware genoemd) stelde hij voor dat Ludvig Strigeus (bekend als Ludde) een kleine maar efficiënte BitTorrent cliënt zou schrijven. Strigeus begon in de herfst van 2004 aan de ontwikkeling van zo'n cliënt en had op 17 Oktober 2004 een eerste versie af. Hij werkte hier voornamelijk tijdens zijn vrije tijd aan. Een jaar lang liet hij het ontwikkelen van µTorrent stilliggen maar op 15 September 2005 hervatte hij het werk. Drie dagen later kwam de eerste publiekelijke versie uit (1.1 Beta).

## Uitspraak
Ludde stelt zelf µTorrent uit te spreken als het Engelse you torrent (joe torrent), gebaseerd op gelijkenis van µ met de letter u die op het Engels dezelfde uitspraak heeft als you. Maar als alternatieve uitspraken stelt hij de Engelse uitspraken van microtorrent en mytorrent voor.
Het symbool µ, afgeleid van de Griekse letter mu, staat voor de SI-prefix "micro" en betekent één miljoenste. Dit refereert aan het kleine formaat van het programma.

## Overname
Op 7 december 2006 is µTorrent overgenomen door het bedrijf BitTorrent, Inc. (opgericht door de originele ontwikkelaar van het BitTorrent protocol).
BitTorrent, Inc. zal µTorrent voorlopig blijven ontwikkelen en houdt de website en de gemeenschap in stand. Ludvig Strigeus wordt aangehouden als een technisch adviseur maar alle ontwikkeling zullen voortaan door het BitTorrent, Inc. zelf uitgevoerd worden.

## Bijdrages
De originele ontwikkeling was uitgevoerd door Ludvig Strigeus. Serge Paquet (bekend als "vurlix" en woonachtig in Canada) trad op als coördinator en was van plan een Linux en Mac OS X versie van het programma te maken. Hij onderhield ook de website en het forum tot eind 2005 maar is nu niet meer verbonden aan µTorrent.
Nadat BitTorrent, Inc. µTorrent had overgenomen is de ontwikkeling voortgezet door Greg Hazel ("alus"), Arvid Norberg ("arvid", maker van libtorrent), Jan Brittenson ("CodeRed"), Richard Choi ("rchoi") en Ryan Norton ("RyanNorton") van BitTorrent, Inc.
Andere taken worden nog steeds voortgezet door andere mensen. Giancarlo Martínez ("Firon", uit Puerto Rico) onderhoud het forum en de FAQ. Timothy Su ("ignorantcow", uit Maleisië) is de huidige webdesigner. Carsten Niebuhr ("Directrix", uit Duitsland) ontwikkelt en beheert de webui.

## Easter Eggs
Het programma bevat twee easter eggs:
- Als op het µTorrent-logo wat zich achter de optie "Over µTorrent..." in het "Help"-menu bevindt wordt geklikt klinkt een geluid wat lijkt op het zogenaamde Deep Note-geluid.
- Als in hetzelfde scherm de letter "t" op het toetsenbord wordt ingedrukt, start een Tetris-achtig spel, µTris genaamd. Verder zal, als er tijdens het spelen van µTris de letter "p" op het toetsenbord wordt ingedrukt, het spel gepauzeerd worden en wordt het speelveld met een patroon van gekleurde blokjes gevuld. Bij het nogmaals indrukken van de letter "p" verdwijnt dit patroon weer en gaat het spel verder waar het gebleven was.